# 荒川二丁目停留場
荒川二丁目停留場（あらかわにちょうめていりゅうじょう）は、東京都荒川区荒川二丁目にある東京都交通局都電荒川線（東京さくらトラム）の停留場である。駅番号はSA 04。
「ゆいの森あらかわ前」の副名称を持つ。

## 歴史
- 1913年（大正2年）4月1日：王子電気軌道三ノ輪（現・三ノ輪橋） - 飛鳥山下（現・梶原）間開業時に三河島停留場として開業。
- 1942年（昭和17年）2月1日：王子電気軌道の東京市への事業譲渡により、東京市電（現・東京都電車）三河島線（現・荒川線）の停留場となる。
- 1961年（昭和36年）：住居表示実施に伴い、荒川二丁目停留場へ改称。
- 2017年（平成29年）3月26日：副名称「ゆいの森あらかわ前」が設定される[2]。

## 停留場構造
相対式ホーム2面2線を有する地上駅。二つのホームはやや離れている。
| 乗車ホーム | 路線                            | 方向 | 行先         |
| ---------- | ------------------------------- | ---- | ------------ |
| 東側       | 都電荒川線 （東京さくらトラム） | 上り | 三ノ輪橋方面 |
| 西側       | 都電荒川線 （東京さくらトラム） | 下り | 早稲田方面   |

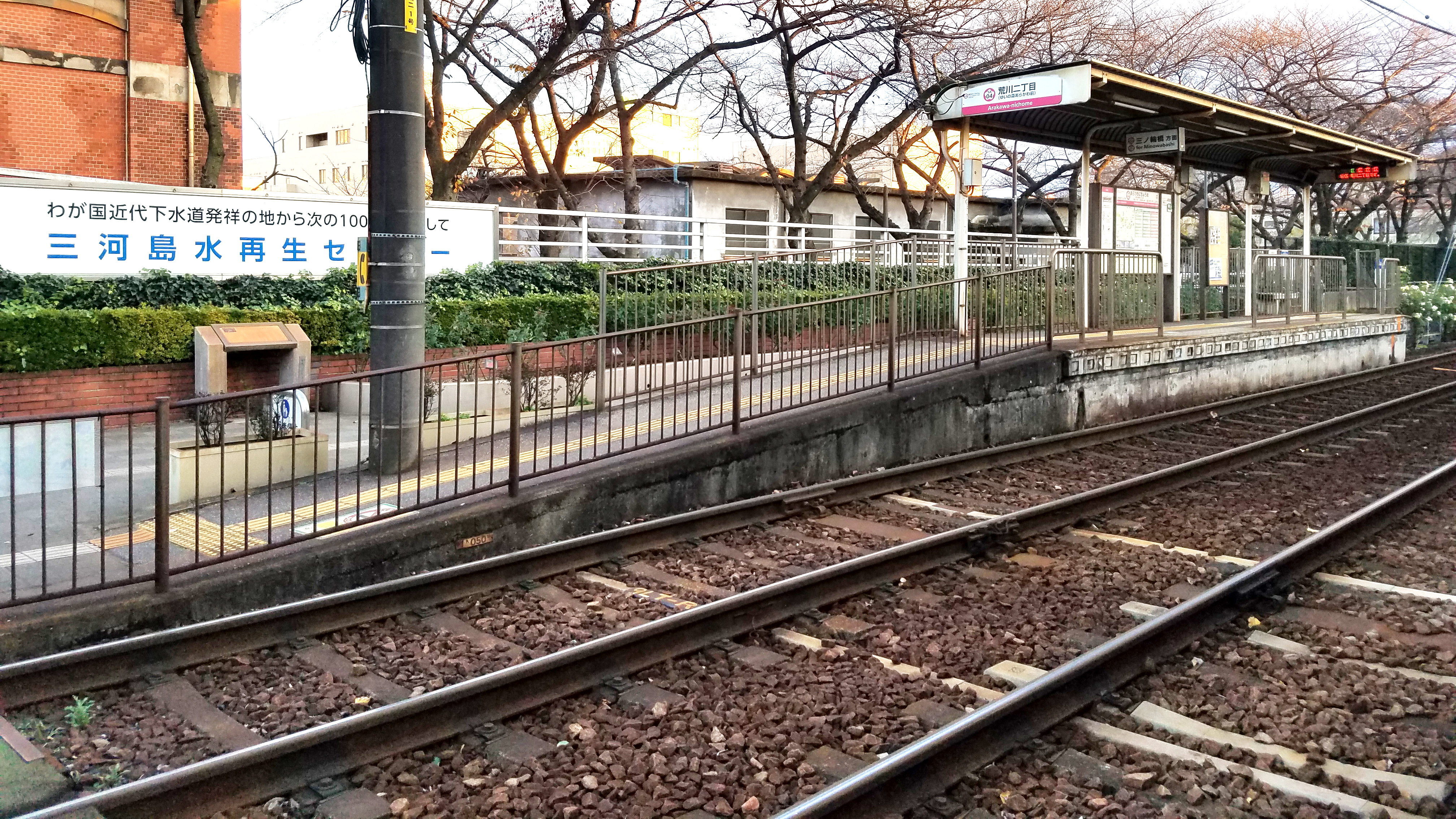
三ノ輪橋方面ホーム（2018年12月）
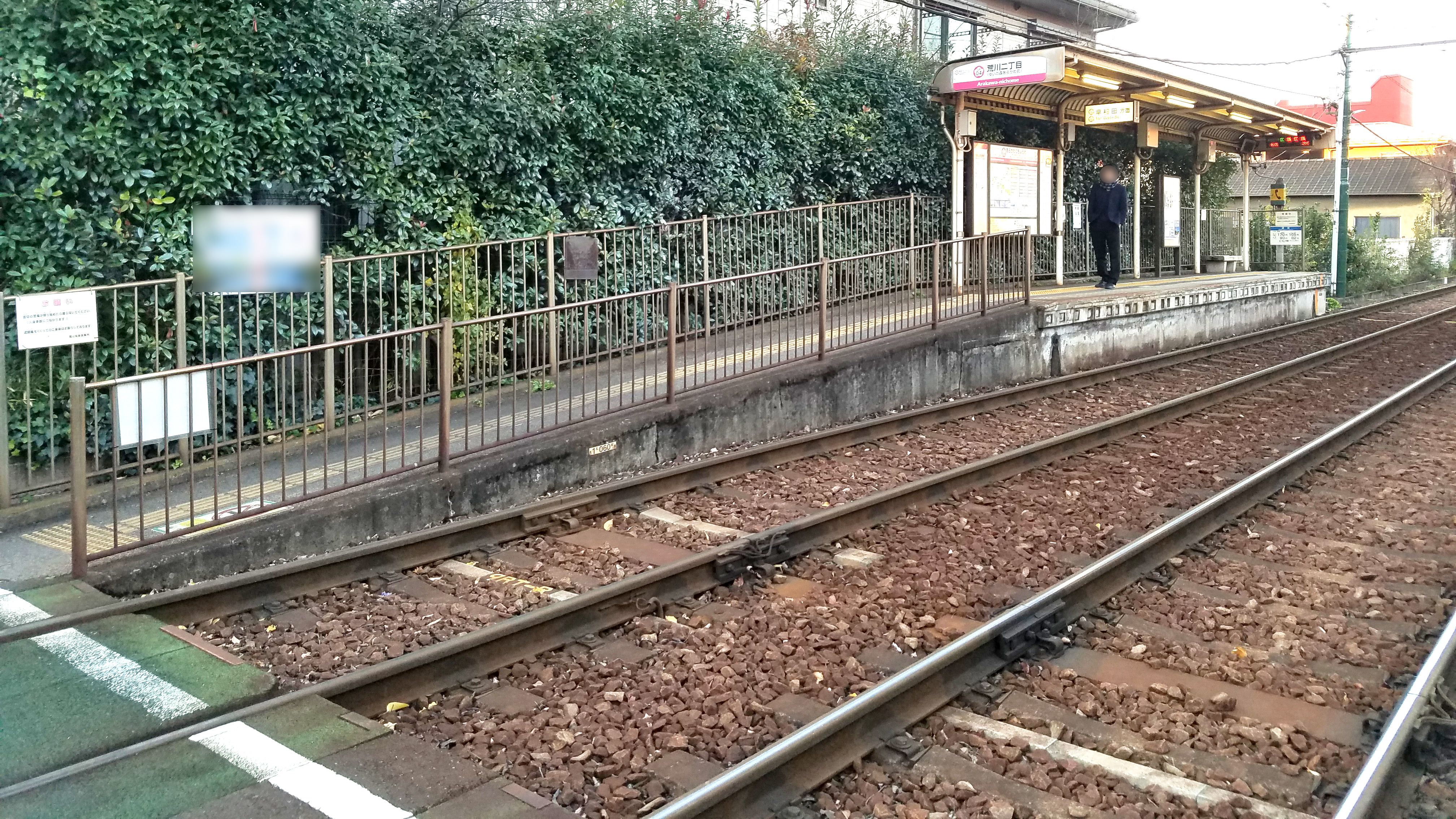
早稲田方面ホーム（2018年12月）

## 停留場周辺
- 荒川自然公園
- 東京都下水道局三河島水再生センター
- スーパーバリュー 荒川一丁目店
- 荒川区立第二峡田小学校
- ゆいの森あらかわ
  - 荒川区中央図書館
  - 吉村昭記念文学館

## 隣の停留場
東京都交通局
 都電荒川線（東京さくらトラム）
荒川区役所前停留場 (SA 03) - 荒川二丁目停留場 (SA 04) - 荒川七丁目停留場 (SA 05)